# Ordonnance de sécession

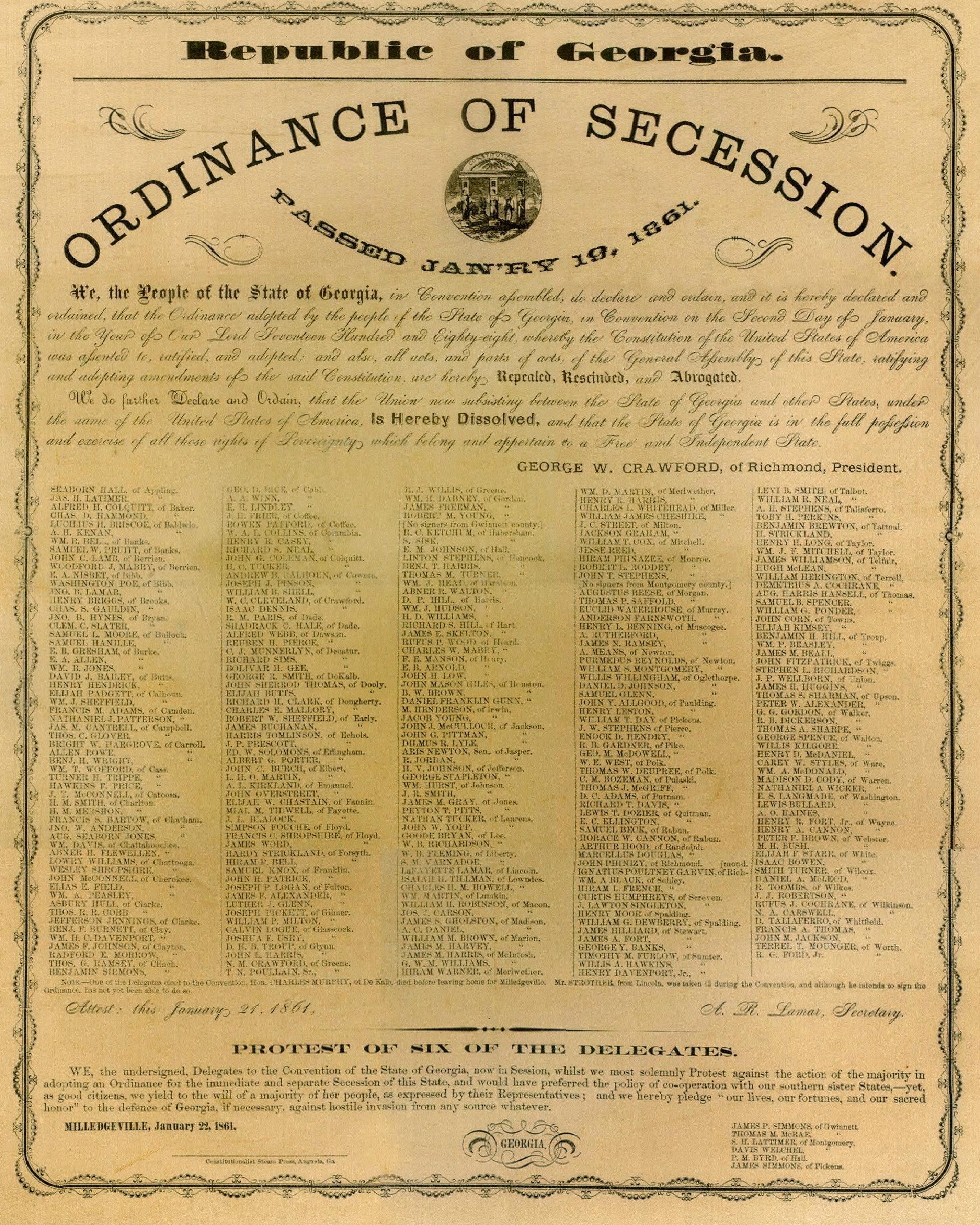
Ordonnance de sécession de la Géorgie.

| État             | Adoption                   | Référendum | Vote           |
| ---------------- | -------------------------- | ---------- | -------------- |
| Caroline du Sud  | 20 décembre 1860. (source) |            |                |
| Mississippi      | 9 janvier 1861. (source)   |            |                |
| Floride          | 10 janvier 1861. (source)  |            |                |
| Alabama          | 11 janvier 1861. (source)  |            |                |
| Géorgie          | 19 janvier 1861. (source)  |            |                |
| Louisiane        | 26 janvier 1861. (source)  |            |                |
| Texas            | 1er février 1861. (source) | 23 février | 46.153-14.747  |
| Virginie         | 17 avril 1861. (source)    | 23 mai     | 132.201-37.451 |
| Arkansas         | 6 mai 1861. (source)       |            |                |
| Tennessee        | 6 mai 1861. (source)       | 8 juin     | 104.471-47.183 |
| Caroline du Nord | 20 mai 1861. (source)      |            |                |
| Missouri         | 31 octobre 1861. (source)  |            |                |
| Kentucky         | 20 novembre 1861. (source) |            |                |
| Arizona          | 16 mars 1861 (source)      |            |                |

L'ordonnance de sécession est le document rédigé et ratifié par chaque État sécessionniste des États-Unis d'Amérique de 1860 à 1861. Chaque État ratifia sa propre ordonnance, le plus souvent par le moyen d'une assemblée exceptionnelle ou par référendum populaire.
Pendant la Guerre de Sécession, le Missouri et le Kentucky virent s'affronter deux gouvernements, l'un confédéré, l'autre unioniste, chacun revendiquant le pouvoir dans ces États. L'ordonnance du Missouri fut adoptée lors d'une session exceptionnelle de l'Assemblée nationale convoquée par le gouverneur Claiborne Fox Jackson, favorable aux Confédérés. Celle du Kentucky fut adoptée par un congrès réunissant 200 représentants de 65 comtés de l'État, mais sans le soutien du gouvernement, favorable à l'Union. Ces deux États faisaient formellement partie des États confédérés en 1862 bien qu'ils aient été, de fait, disputés tout au long de la guerre.
L'ordonnance de sécession de la Virginie fut approuvée par référendum mais rejetée d'abord par 27 comtés lors du premier congrès de Wheeling, puis lors du second par 33 comtés du nord et de l'ouest qui firent sécession de l'État après ces deux congrès.
La Géorgie, le Mississippi, la Caroline du Sud et le Texas publièrent aussi une déclaration des motifs, dans laquelle ils exposaient leurs raisons pour proclamer leur sécession.